# Брижіт Жіро
Брижіт Жіро (фр. Brigitte Giraud; нар. 1960, Сіді-бель-Аббес, Алжир) — французька письменниця. Лауреатка Гонкурівської премії за 2022 рік.

## Біографія
Народилася в Алжирі, а виросла в ліонських передмістях. Після школи вона вивчала англійську та німецьку мови, працювала книгаркою, перекладачкою та журналісткою.
За свою першу книгу «La chambre des parents» («Батьківська спальня») вона отримала «Prix Littéraire des Étudiants» (1997), а за «Ніко» — премію «Prix Lettres frontière».
3 листопада 2022 року Жіро була відзначена Гонкурівською премією за свій роман Vivre vite («Жити швидко»), що вийшов у видавництві Фламмаріон. В цьому романі авторка тематизує аварію, в яку втрапив її чоловік, Клод Жіро (41 рік) за кермом мотоцикла.
Мешкає поблизу Ліона.

## Твори
- La chambre des parents. роман, 1997.
- L'Eternité, bien sûr. тексти, 1999.
- Nico. роман, 1999.
- À présent. роман, 2001
- Marée noire. роман, 2004
- Des ortolans et puis rien. поезія, 2005.
- J'apprends. роман, 2005.
- L'amour est très surestimé. тексти, 2007
- Nous serons de héros. роман, 2015
- Vivre vite. роман, 2022. – Гонкурівська премія.